# Maurizio Sarri
Maurizio Sarri, född 10 januari 1959 i Neapel, är en italiensk fotbollstränare. 
Sarri spelade aldrig fotboll professionellt utan spelade som mittback och tränare medan han arbetade som bankman. År 2005 tränade han för första gången ett lag i Serie B i Pescara. År 2014 tog han upp Empoli till Serie A, och efter att ha hållit klubben kvar i högstaligan anställdes han av Napoli. Han vann flera individuella utmärkelser medan han tränade den Neapel-baserade klubben, bland annat utsågs han till årets tränare i Serie A säsongen 2017–18.
I slutminuterna av en Coppa Italia-match den 20 januari 2016 befann sig Sarri i en het ordväxling med Roberto Mancini, tränare i Inter Milan, där Mancini anklagade Sarri för att vara homofob. Sarri svarade på anklagelserna med att försäkra han inte var homofob och sa att "det som händer på planen stannar på planen". Sarri bötfälldes senare med 20 000 euro och stängdes av i två Coppa Italia-matcher för att ha "riktat extremt förolämpande epitet mot motståndarlagets tränare".
Efter att ha kommit tvåa i ligan 2017–18 med Napoli ersatte han Antonio Conte som tränare för Chelsea.
Efter en någorlunda skaplig säsong med Chelsea i ligaspelet och en Europa League-titel ersatte han sin landsman Max Allegri som huvudtränare för Juventus den 16 juni 2019.
Efter att ha åkt ut ur Champions League den 7 augusti mot Olympique Lyonnis fick Sarri sparken dagen därpå.